# Pierre-François Bouchard
Pierre-François-Xavier Bouchard, francoski častnik, * 29. april 1772, Orgelet (Franche-Comté), † 5. avgust 1822, Givet (Šampanja-Ardeni).
Bouchard je najbolj znan kot odkritelj kamna iz Rozete.
Kot častnik francoske revolucionarne vojske se je udeležil vojaške kampanje v Egiptu pod poveljstvom Napoleona Bonaparta. Bil je na čelu obnove trdnjave Fort Julien, stare mameluške utrdbe v bližini pristaniškega mesta Rosetta. Grandioritno stelo, kasneje poimenovano kot kamen iz Rozete, na kateri so bili napisi v treh različnih pisavah: staroegipčanskih hieroglifih, demotskem pismu in stari grščini, je odkril prav v tem času, julija 1799. 